# Cyprus International 2021
Die Cyprus International 2021 fanden vom 14. bis zum 17. Oktober 2021 in Nikosia statt. Es war die 27. Auflage dieser internationalen Meisterschaften von Zypern im Badminton.

## Sieger und Platzierte
| Disziplin    | Gold                          | Silber                         | Bronze                                  |
| ------------ | ----------------------------- | ------------------------------ | --------------------------------------- |
| Herreneinzel | Dmitriy Panarin               | Tarun Reddy Katam              | Milan Dratva                            |
| Herreneinzel | Dmitriy Panarin               | Tarun Reddy Katam              | Joel König                              |
| Dameneinzel  | Hristomira Popovska           | Yasmine Hamza                  | Zuzanna Jankowska                       |
| Dameneinzel  | Hristomira Popovska           | Yasmine Hamza                  | Heli Neiman                             |
| Herrendoppel | Georgii Lebedev Gleb Stepakov | Jan Janoštík Jiří Král         | Yann Orteu Minh Quang Pham              |
| Herrendoppel | Georgii Lebedev Gleb Stepakov | Jan Janoštík Jiří Král         | Volodymyr Koluzaiev Viacheslav Yakovlev |
| Damendoppel  | Katharina Fink Yasmine Hamza  | Tetyana Potapenko Polina Tkach | Zuzanna Jankowska Karolina Władzińska   |
| Damendoppel  | Katharina Fink Yasmine Hamza  | Tetyana Potapenko Polina Tkach | Tanya Ivanova Gergana Pavlova           |
| Mixed        | Mihajlo Tomić Anđela Vitman   | Maël Cattoen Camille Pognante  | Maxim Grinblat Dana Danilenko           |
| Mixed        | Mihajlo Tomić Anđela Vitman   | Maël Cattoen Camille Pognante  | Iliyan Stoynov Hristomira Popovska      |